# Генріх III Глогувський
Генріх III Глогувський (1251/1260 — 9 грудня 1309) — князь Великої Польщі в 1306—1309 роках (як Генріх III), князь Глогувський у 1273/1274—1309 роках (як Генріх I), князь Жаганський у 1304—1309 роках.

## Життєпис

### Молоді роки
Походив з Сілезьких П'ястів. Був онуком Генрика II Побожного, князя Великої Польщі. Старший син Конрада I, князя Глогувського, та Саломії (доньки Владислава, князя великої Польщі). Народився між 1251 та 1260 роками. У 1273 або 1274 році помирає його батько й Генріха оголошено новим князем Глогувським. Втім регентшею стала його мачуха Софія Ландсберзька (з династії Веттінів), який допомагав канцлер Миколай. У 1277 році брав участь в поході проти свого стрийка Болеслава Рогатки, але останній завдав своїм суперникам поразки в битві біля Столеца. 1278 року був учасником Битви під Дюрнкрутом у складі війська богемського короля Оттокара II.

### Князь Глогува
1278 року розділив з братами батьківський спадок. Себе залишив князівство Глогувське, а Конраду передав князівство Жаганське, Пшемислу — Сцинавське. 1280 року прибув на з'їзд до Сандовеля, який влаштував Генрик IV Праведний. Але той раптово захопив усіх гостей—польських князів, зокрема й Генріха Глогувського. Останній з іншим в обмін на волю вимушений був визнати зверхність Генрика IV. У 1287 році разом з братами виступив на підтримку Генрика IV Праведного, який спробував захопити Краків. Це вдалося лише у 1289 році. під час цієї війни у 1288 році Генріх III Глогувський отримав від сюзерена лицарську гідність.
У 1290 році після смерті Генріх IV відповідна до заповіту останнього Генріх III мав отримати Вроцлавське князівство. Проти цього повстала вроцлавська знать, що бажала розширення своїх прав. Тому до Вроцлава було запрошено Генріха V Гладкого.

### Війни за нові володіння
В свою чергу Генріх III Глогувський вирішив відвоювати належний йому спадок. Втім спочатку вирішив розширити коло союзників. було укладено договір з Альбрехтом I, герцогом Брауншвейг-Люнебурзьким, закріплений шлюбом з його донькою; відновлено союз з Пшемислом II, князем Великої Польщі, Отто IV, маркграфом Бранденбург-Штендаля. Водночас також домовлено з Пшемислом II, що на випадок його смерті Генріх III отримує Велику Польщу.
Слідом за цим розпочав боротьбу проти Генріха Гладкого, якого вдалося захопити у полон 1293 року. В якості викупу глогувський князь отримав міста Намислув, Берутув, Олесніца, Ключборк, Бичина, Волчин, Олесно, Хойнув, Болеславець (1/3 Вроцлавського князівства) і 30 тис. срібних марок. також Генріх V зобов'язався протягом 5 наступних років допомагати Генріху III Глогувському в усіх війнах.
1296 року Пшемисла II було вбито. Генріх III вважав себе його спадкоємцем, проте великопольська знать запросила на трон Владислава Локетека, князя сандомирського і серадзького. На зустрічі в Кшивіні Генріх III Глогувський уклав з Владиславом Локетеком договір, відповідно до якого Генріх III отримував всі землі на південь від річки Обра. Крім того, Локетек визнавав старшого сина Генріха III — Генріха — своїм спадкоємцем в Познані, а в разі смерті Владислава без спадкоємця чоловічої статі, то Генріх отримував би і всю Велику Польщу. Натомість князь Глогувський поступився Владиславові правами на Велику Польщу.
Того ж року помирає Генріх V, що налишив 3 синів під опікою брата Болеслава Суворого, князя Свідницького. Генріх Глогувський спробував захопити усе Вроцлавське князівство, але зазнав поразки, втративши міста Хойнув і Болеславець. 1298 році Генріх III, спираючись на підтримку церковних ієрархів Великопольщі, вступив у конфлікт з Владиславом Локетеком, але невдовзі замирився, обіцяючи тому підтримку у завойванні Східної Померанії. Але у 1299 році не надав підтримки Локетеку, якого було повалено богемський королем Вацлавом II. Того ж року скористався відсутністю брата Конрада, я кого обрали патріархом Аквілейським, захопив князівство Жаганське. Конрад, якого не затвердив папа римський спробував повернути князівство. Натомість Генріх III кинув брата до в'язниці.
У 1300 році проти нього виступила знать Жаганського князівства, а Ян Ромка, єпископ Вроцлавський, відлучив від церкви. Тому невдовзі повернув Конраду його князівство. Того ж року визнав Вацлава II королем Польщі. Втім вже 1301 року прийняв титул «спадкоємець королівства Польського, князь Сілезії, володар Глогува і Познані», що призвело до конфлікту з Вацлавом II. Проте останній не зміг рушити проти Головського князівства, оскільки був зайнятий угорськими справами. 1304 року після смерті брата Конрада успадкував Жаганське князівство.

### Князь Великої Польщі
У 1305 році помирає король Вацлав III.Скориставшись складнощами його нащадків в Угорщині й Богемії, у 1306 році Генріх Глогувський займає Велику Польщу, де стає князем. Втім вимушений був поступитися Конінським князівством, яке передав Владиславу Локетеку (водночас Генріх III відмовився від прав на Східну Померанію), а Каліське князівство передав Болеславу Марнотрату, князю Легницькому. Але вже у 1307 році відняв в останнього Каліш. Того ж року уклав союз з богемським королем Генріхом Хорутанським.
Помер у 1309 році. Усі його володіння було розділено між синами, внаслідок чого єдина Великопольща знову припинила існування.

## Родина
Дружина — Матильда, донька Альбрехта I, герцога Брауншвейг-Люнебурзького
Діти:
- Генріх (бл. 1292—1342), князь Глогувський, Жаганський, Познанський
- Конрад (бл. 1294—1366), князь Олесницький, Намислувський
- Болеслав (бл. 1295—1321), князь Олесницький, Намислувський, Каліський
- Агнес (бл. 1296—1361), дружина: 1) Оттона III, герцога Нижньої Баварії ; 2) Алрама Халського
- Саломія (бл. 1297—1309)
- Ян (бл. 1298—1365), князь Сцинавський
- Катаржина (бл. 1300—1323/1326), дружина: 1) Йоганна V, маркграфа Бранденбург-Зальцведель; 2) Іоанна III Гольштейн-Пльонського
- Пшемисл (бл. 1305—1331), князь Глогувський
- Ядвига (бл. 1308—1309)